# St Duthus Collegiate Church

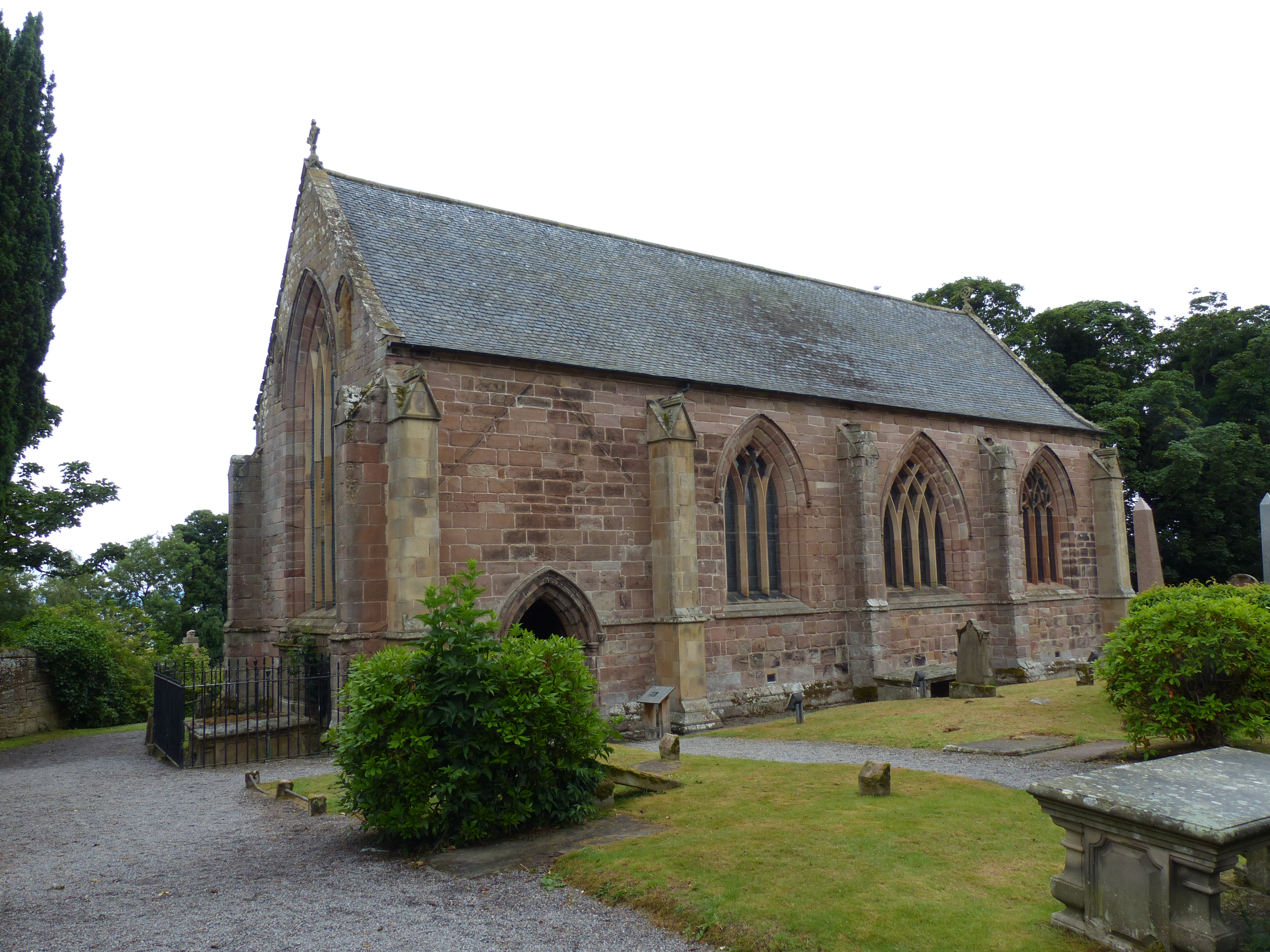
St Duthus Collegiate Church

Die St Duthus Collegiate Church, auch Collegiate Church Of St Duthac, ist ein Kirchengebäude in der schottischen Ortschaft Tain in der Council Area Highland. 1971 wurde das Bauwerk in die schottischen Denkmallisten in der höchsten Denkmalkategorie A aufgenommen. Die nebenliegende Ruine der Old Parish Church of St Duthac ist des Weiteren als Scheduled Monument geschützt.

## Geschichte
Duthac oder Duthus ist ein um das Jahr 1000 in Tain geborener Heiliger, der 1065 in Irland verstarb. König Malcolm III. erklärte ein Areal in Tain, welches dem Geburtsort Duthacs entsprechen soll, zur heiligen Stätte und grenzte sie mit vier Kreuzen ab. Duthacs Gebeine wurden vermutlich erst um 1253 nach Tain verbracht.
Im 13. Jahrhundert entstand die St Duthus’s Chapel, die älteste von drei Duthac-Kirchen und vermutlich das älteste zumindest in Fragmenten erhaltene Gebäude Tains nahe der Mündung des Tain in den Dornoch Firth. Sie enthielt einen Duthac-Schrein. Die heutige Old Parish Church of St Duthac ist erstmals 1227 erwähnt und stammt vermutlich aus dem frühen 13. Jahrhundert. Der Schrein wurde erstmals 1306 erwähnt als die Ehefrau Robert the Bruce’ mit seinen Schwestern und Töchtern dort Schutz suchte, jedoch dort von Uilleam, 3. Earl of Ross gefangen genommen wurde.
In direkter Nachbarschaft ließ vermutlich Uilleam, 5. Earl of Ross († 1370/72) die St Duthus Collegiate Church errichten. Bei einem Brand im Jahre 1427 wurde die Old Parish Church of St Duthac, die vermutlich als Pfarrkirche diente, erheblich beschädigt. Die Stätten standen unter königlichem Schutz. 1487 wurde die Kirche unter Jakob III. zu einem Kollegiatstift mit fünf Chorherren erhoben und entsprechend erweitert und durch Außengebäude ergänzt. Bis in das 16. Jahrhundert sind Pilgerreisen zu den drei Duthac-Kirchen belegt. Zwischen 1493 und 1513 sind 18 Pilgerfahrten des schottischen Königs Jakob IV. nach Tain beschrieben. Heute ist Duthac der Schutzpatron von Tain.
Nach der schottischen Reformation wurden die beiden älteren Kirchen aufgegeben und der Duthac-Schrein in die St Duthus Collegiate Church verbracht. Die Old Parish Church of St Duthac wurde vermutlich verkleinert und ihre West- und Nordfassaden neu aufgebaut. Sie diente fortan den Familien der Earls of Ross als Grablege. Das ehemalige Kollegiatstift diente hingegen bis 1815 als Pfarrkirche und verblieb dann für einige Jahrzehnte ungenutzt. 1877 wurde es restauriert. Zwischen 1880 und 1882 wurden die von James Ballantine & Sons gestalteten Bleiglasfenster eingesetzt.

## Old Parish Church of StDuthac
Das Kirchengebäude steht inmitten eines umgebenden Friedhofs mit teils spätmittelalterlichen Gräbern im historischen Zentrum Tains. Südlich grenzt die das Rats- und Justizgebäude Tain Tolbooth an das Areal an. Die Ruine weist einen länglichen Grundriss mit einer Länge von zehn und einer Breite von vier Metern auf. In die östliche Giebelseite sind drei Lanzettfenster eingelassen. an der Südseite befindet sich ein spitzbogiges Portal, das in die Aussparung eines ehemaligen Rundbogenfensters eingelassen wurde. Das einstige Satteldach ist nicht mehr vorhanden.

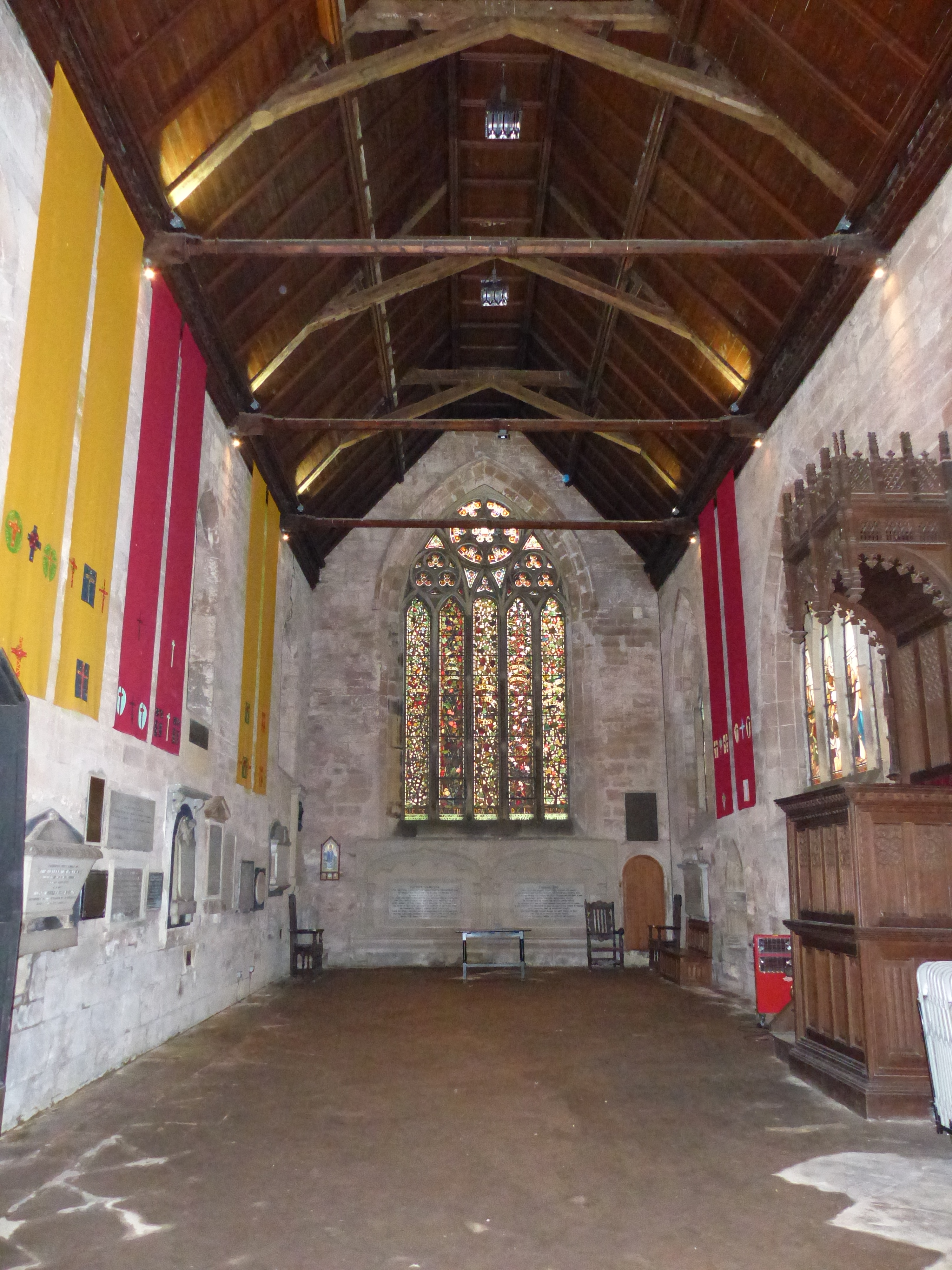
Blick in den Innenraum

## St Duthus Collegiate Church
Strebepfeiler gliedern die Seitenfassaden der länglichen Saalkirche in vier Achsen. Das Gebäude ruht auf einem Sockel mit Gesims. Es sind spitzbogige Maßwerke mit Bleiglasfenstern eingelassen. In den Ostgiebel ist ein hohes Maßwerk aus fünf Lanzettfenstern eingelassen. Fragmente der Eichenkanzel stammen aus dem 16. Jahrhundert. Sie wurde jedoch im 19. Jahrhundert stark überarbeitet. In spitzbogigen Aussparungen an der Südostseite sind drei Sedilien installiert.